# 더 패뷸러스
《더 패뷸러스》(영어: The Fabulous)는 넷플릭스에서 2022년 12월 23일부터 방영된 대한민국의 로맨틱 코미디 드라마이다.

## 기획의도
패션(fashion)이라 쓰고 열정(passion)이라 읽는 패션계에 인생을 바친 청춘들의 꿈과 사랑, 우정을 그린 하이퍼리얼리즘 로맨스

## 제작진

### 제작
- 박민엽

### 제작사
- 길픽쳐스

### 연출
- 김정현 : ( SBS 주말 미니시리즈 《스타일》(조연출), MBC 수목 미니시리즈 《장난스런 키스》(조연출), SBS 주말 미니시리즈 《시크릿 가든》(조연출), SBS 주말 미니시리즈 《신사의 품격》(조연출), MBC 월화 특별기획 드라마 《구가의 서》(조연출), SBS 주말 미니시리즈 《미세스 캅 2》(조연출), JTBC 금토 미니시리즈 《리갈 하이》(공동연출), tvN 주말 미니시리즈 《호텔 델루나》(공동연출), KBS2 월화 미니시리즈 《멀리서 보면 푸른 봄》(연출) 등 연출 )

### 극본
- 김지희
- 임진선

## 등장인물

### 주요인물
- 채수빈 : 표지은 역
- 최민호 : 지우민 역
- 김민규 : 심도영 역

### 그 외 인물
- 이상운 : 조세프 역
- 박희정 : 예선호 역
- 신동미 : 오 대표 역
- 최원명 : 이남진 역
- 이미도 : 홍지선 역
- 임기홍 : 띠에리 앙리 역
- 전수경 : 장옥진 역

### 특별출연
- 연민지

## 참고 사항
- 연민지는 KBS2 일일 드라마 《황금 가면》 이후로 7개월 만에 재회하는 작품이다.